# Putineiu (Giurgiu)
Putineiu es una comuna ubicada en el distrito de Giurgiu, Rumania.

## Superficie
Cuenta con una superficie de 88,26 kilómetros cuadrados.

## Demografía
Hasta 2021 la población era de 2128 habitantes, con una densidad de población de 24,11 habitantes por kilómetro cuadrado.